# 데스 엔드 리퀘스트 2
데스 엔드 리퀘스트 2(Death End Request 2)는 컴파일 하트에서 개발하고 아이디어 팩토리에서 배급한 하이브리드 일본 롤플레잉 및 비주얼 노벨 비디오 게임이다. 이 게임은 2020년 8월에 윈도우 및 플레이스테이션 4용으로 전 세계에 출시되었으며 2021년에 닌텐도 스위치로 포팅되었다. 이 게임은 대부분 전작인 데스 엔드 리퀘스트의 독립형 스토리이다.

## 게임플레이
전작인 데스 엔드 리퀘스트와 유사하게 이 게임은 하이브리드 JRPG와 비주얼 노벨이다. 원본과 마찬가지로 게임 플레이는 두 부분으로 나뉘지만, 가상 세계와 현실 세계가 대조되는 대신 이제 두 가지 게임 플레이 유형이 게임의 낮과 밤 부분에 걸쳐 있다. 낮에는 플레이어가 게임의 스토리를 읽어 작업하면서 게임이 비주얼 노벨로 진행된다. 밤에는 게임이 던전을 탐험하고 몬스터와 싸워야 하는 3인칭 전통 RPG로 진행된다. 게임의 전투는 턴 기반이며 핀볼과 같은 방식으로 전장 주변의 상대 캐릭터를 공격할 수 있는 이전 게임의 메커니즘을 유지한다. 그러나이 게임은 게임 플레이를 다른 다른 장르로 일시적으로 변경한 이전 항목의 미니 게임을 삭제한다.